# Cambiamento Radicale
Cambiamento Radicale (in spagnolo: Cambio Radical) è un partito politico  di destra attivo in Colombia dal 1998, di matrice conservatrice liberale e centrista. Il suo leader è German Vargas Lleras, giunto al terzo posto alle elezioni presidenziali del 2010.